# یلنا روبلفسکا
یلنا روبلفسکا (لتونیایی: Jeļena Rubļevska؛ زادهٔ ۲۳ مارس ۱۹۷۶) ورزشکار پنج‌گانه مدرن اهل لتونی بود.
وی در مسابقات کشوری و بین‌المللی در مجموع برندهٔ ۲ مدال نقره، ۱ مدال برنز شده‌است.